# Passo del Turchino
Der Passo del Turchino ist ein italienischer Passübergang der Strada provinciale 456, die Genua Voltri mit Masone und somit die ligurische Hafenstadt im weiteren Straßenverlauf mit der piemontesischen Provinz Alessandria verbindet. Der Name des Passes ist dem 672 Meter hohen Monte Turchino entlehnt.
Den höchsten Punkt erreicht der Pass bei 588 Metern über dem Meeresniveau. Dieser wird über die Straße von Acquasanta wie auch über den Höhenweg der ligurischen Berge erreicht. Auf der Höhe von 532 Metern befindet sich der Tunnel der Strada Provinciale, die unterhalb des Passübergangs verläuft. An der Basis führt die Autobahn A26 unter dem Gebirgsstock hindurch.
Einmal jährlich führt außerdem das Radrennen Mailand–Sanremo über den Pass, auf ihm erreichen die Rennfahrer den höchsten Punkt der Strecke. 

## Das Massaker am Turchino-Pass
Hauptartikel: Massaker am Turchino-Pass
Am 19. Mai 1944 wurden in der Nähe des Passes 59 politische Häftlinge aus dem Gefängnis Genua Marassi von Angehörigen der Waffen-SS erschossen. Die Erschießungen erfolgten auf den Befehl von Friedrich Engel, der in Italien auch als der Schlächter von Genua bekannt ist. Unterlagen, die dieses Massaker belegen, wurden 1994 im sogenannten Schrank der Schande wiederentdeckt.